# Capanna Ribia
La capanna di Ribia è un rifugio alpino situato nel comune di Onsernone, nel Canton Ticino, nelle Alpi Lepontine a 1.996 m s.l.m.
La gestione della struttura è affidata alla Società Escursionista Isorno Melezza (SEIM).

## Storia
Fu inaugurata nel 1993.

## Accessi
- Pièi 1.089 m Pièi è raggiungibile in auto. - Tempo di percorrenza: 3 ore - Dislivello: 900 metri - Difficoltà: T3
- Vergeletto 905 m Vergeletto è raggiungibile anche con i mezzi pubblici. - Tempo di percorrenza: 3,30 ore - Dislivello: 1.000 metri - Difficoltà: T3.

## Ascensioni
- Laghetti dell'Uomo Tondo 2.241 m[2] - Tempo di percorrenza: 1 ora - Dislivello: 250 metri - Difficoltà: T3.

## Traversate
- Capanna Alzasca 2 ore
- Capanna Alpe d'Arena 3 ore
- Capanna Alpe Salei 4 ore
- Capanna Grossalp 7 ore